# Ironman China
Der Ironman China war eine von 2008 bis 2010 jährlich stattfindende Triathlon-Veranstaltung über die Ironman-Distanz (3,86 km Schwimmen, 180,2 km Radfahren, 42,195 km Laufen) im chinesischen Jixian.

## Organisation
Der Ironman China war Teil der Ironman-Weltserie der World Triathlon Corporation und die Teilnehmer hatten die Möglichkeit, sich hier für einen der 50 hier vergebenen Startplätze für den Ironman Hawaii zu qualifizieren.
Die drei Austragungen waren im chinesischen Haikou in der Provinz Hainan. Haikou ist eine etwa eine Flugstunde von Hongkong entfernte Insel im Südchinesischen Meer.
Die ersten beiden Austragungen waren im April, und seit 2010 wurde der Termin auf März verlegt. Damit wurden bessere Wetterbedingungen erwartet und Terminkollisionen mit dem sonst im April zeitgleich stattfindenden Boao Forum – einem hochrangigen Treffen politischer, wirtschaftlicher und akademischer Führer – konnten vermieden werden.

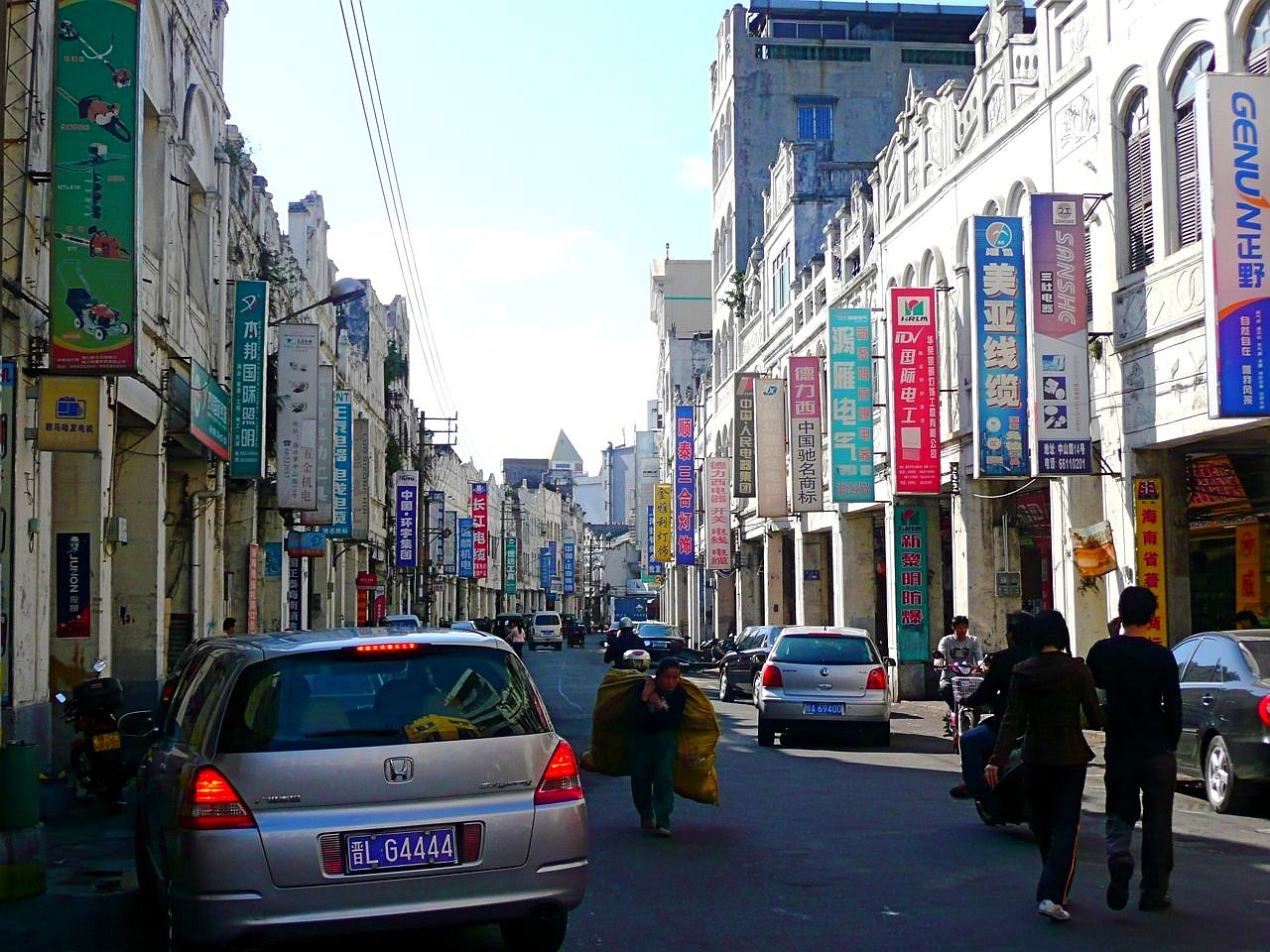
Straßenszene in Haikou

Für 2011 wurde der Termin und der Austragungsort erneut geändert: Der Bewerb sollte am 29. Mai 2011 auf der neuen Strecke in Jixian stattfinden. Nachdem erst bekannt gegeben wurde, dass der Ironman 2011 witterungsbedingt ohne die Schwimmdistanz ausgetragen wird, wurde im Mai dann verlautbart, dass 2011 keine Austragung erfolgt.

### Streckenverlauf
- Die Schwimmstrecke erstreckte sich über zwei Runden im Meer, mit einem kurzen Landgang dazwischen.
- Die Radstrecke führte ebenfalls über zwei Runden, beinhaltete einen kürzeren Anstieg und war sonst weitgehend flach.
- Die Laufstrecke bestand aus einer Runde und war, bis auf eine Brücke, die überquert werden musste, ebenfalls sehr flach und weitgehend im Schatten gelegen.

## Siegerliste
| Datum         | Männer                    | Männer            | Männer          | Frauen              | Frauen               | Frauen          |
| Datum         | Erster Platz              | Zweiter Platz     | Dritter Platz   | Erster Platz        | Zweiter Platz        | Dritter Platz   |
| ------------- | ------------------------- | ----------------- | --------------- | ------------------- | -------------------- | --------------- |
| 14. März 2010 | Luke Jarrod McKenzie (SR) | József Major      | Jens Groenbek   | Amy Marsh           | Nicole Leder         | Heidi Jesberger |
| 19. Apr. 2009 | Rasmus Henning            | Patrick Wallimann | Mike Schifferle | Charlotte Paul (SR) | Edith Niederfriniger | Tereza Macel    |
| 20. Apr. 2008 | Olaf Sabatschus           | Park Byung-hoon   | Timothy K. Marr | Belinda Granger     | Donna Phelan         | Abigail Bayley  |

(SR: Streckenrekord)